# Premis Cóndor de Plata 2022
L'Asociación de Cronistas Cinematográficos de la Argentina va anunciar el 30 d'agost de 2022 les nominacions per a la 70a edició dels Premis Còndor de Plata 2022, que reconeixerà a les millors pel·lícules i sèries argentines estrenades durant 2021. La cerimònia va tenir lloc el 3 d'octubre de 2022 al Centro Cultural 25 de Mayo i serà emesa a través de la TV Pública, com així també mitjançant la plataforma de streaming Cont.ar. D'altra banda, es va incorporar els premis que distingeixen a les millors produccions audiovisuals argentines en format sèrie que van ser estrenades entre l'1 de gener de 2021 i el 15 d'octubre d'octubre de 2022.
Les nominacions van ser anunciades el dimarts 30 d'agost de 2022 en una gala conduïda pels actors Gustavo Garzón i Bárbara Lombardo al complex Atlas Caballito. Les produccions cinematogràfiques que més nominacions van obtenir van ser El perro que no calla amb 17, El prófugo amb 15, Karnawal smb 12, El apego amb 9 i Historia de lo oculto amb 8.

## Canvis en la cerimònia
En aquesta edició es van lliurar en la rúbrica cinematogràfica tres nous reconeixements, entre els quals s'inclouen el Premi María Luisa Bemberg a una dona destacada dins de la indústria audiovisual, el Premi Leonardo Favio a una personalitat masculina rellevant i el Premi Salvador Sammaritano a un crític de cinema que no formi part de l'associació.
D'altra banda, l'Associació va decidir crear una cerimònia independent per a premiar a les sèries amb qualitat cinematogràfica de producció nacional estrenades en plataformes o televisió. D'aquesta manera, es va anunciar que la premiación seria duta a terme el 14 de novembre de 2022 al Centro Cultural Kirchner, transmesa també per la TV Pública i Cont.ar. Les nominacions van ser anunciades el 24 d'octubre d'aquest any i les produccions més nominades van ser Iosi, el espía arrepentido amb 16, El reino amb 14, Santa Evita amb 13, Maradona, sueño bendito amb 12, El marginal amb 10, Porno y helado amb 9 i Entre hombres amb 8 candidatures.

## Guanyadors i nominats
Indica el guanyador dins de cada categoria, mostrat al principi i ressaltat en negretes.

### Cinema
| Millor pel·lícula | Millor director |
| --- | --- |
| - El perro que no calla – Ana Katz - El apego – Valentín Javier Diment - El prófugo – Natalia Meta - Implosión – Javier Van de Couter - Karnawal – Juan Pablo Félix - Un crimen común – Francisco Márquez | - Ana Katz – El perro que no calla - Valentín Javier Diment – El apego - Natalia Garayalde – Esquirlas - Francisco Márquez – Un crimen común - Natalia Meta – El prófugo - Javier Van de Couter – Implosión |
| Millor pel·lícula documental | Millor opera prima |
| - Esquirlas – Natalia Garayalde - Una casa sin cortinas – Julián Troksberg - 1982 – Lucas Gallo - Adiós a la memoria – Nicolás Prividera - Retiros (in)voluntarios – Sandra Gugliotta - Tres en la deriva del acto creativo – Fernando Solanas                                                                                                | - Karnawal – Juan Pablo Félix - Esquirlas – Natalia Garayalde - Historia de lo oculto – Cristian Ponce - La vida dormida – Natalia Labaké - Zombies en el cañaveral – Pablo Schembri |
| Millor pel·lícula en coproducció amb Argentina | Cóndor de Plata a la Millor pel·lícula Iberoamericana |
| - Akelarre (, ) – Pablo Agüero - Carajita ( ) – Silvina Schnicer i Ulises Porra - Chico ventana también quisiera tener un submarino (, ) – Alex Piperno - Los nadies ( ) – José Quiroga - Mientras dure la guerra ( ) – Alejandro Amenábar | - El agente topo () – Maite Alberdi - Distancia de rescate (, ) – Claudia Llosa - El olvido que seremos () – Fernando Trueba - Los conductos () – Camilo Restrepo - Selva trágica () – Yulene Olaizola |
| Millor Curtmetratge de Ficció | Millor Curtmetratge Documental |
| - Sycorax – Matías Piñeiro i Lois Patiño - El espacio sideral – Sebastián Schjaer - Fabián canta – Diego Crespo - Instrucciones para Adela – Laura Huberman i Manuela Martínez - Luto – Pablo Martín Weber - Mi última aventura – Ramiro Sonzini i Ezequiel Salinas                                                                           | - Terminal norte – Lucrecia Martel - De aquí y de allá – Melisa Liebenthal - Engomado – Toia Bonino i Marcos Joubert - Érase una vez en Quizca – Nicolás Torchinsky |
| Millor actriu | Millor actor |
| - Érica Rivas – El prófugo com Inés - Lola Berthet – El apego com Irina - Elisa Carricajo – Un crimen común com Cecilia - Marilú Marini – Nocturna com Dalia - Eleonora Wexler – Yo nena, yo princesa com Gabriela Mansilla | - Leonardo Sbaraglia – Errante corazón com Santiago - Daniel Katz – El perro que no calla com Sebastián - Osvaldo Laport – Bandido com Roberto «Bandido» Benítez - Nahuel Pérez Biscayart – El prófugo com Alberto - Pepe Soriano – Nocturna com Ulises |
| Millor actriu de repartiment | Millor actor de repartiment |
| - Mónica Lairana – Karnawal com Rosario - Paola Barrientos – Yo nena, yo princesa com Licenciada Paván - Mirta Busnelli – El prófugo com Adela - Miranda de la Serna – Errante corazón com Laila - Valeria Lois – El perro que no calla com Jefa - Cecilia Roth – El prófugo com Marta - Julieta Zylberberg – El perro que no calla com Adela | - Alfredo Castro – Karnawal com «El Corto» - Carlos Portaluppi – El perro que no calla com Luis - Alberto Ajaka – Errante corazón com Luis - Diego Cremonesi – Karnawal com Eusebio - Daniel Hendler – El prófugo com Leopoldo - Diego Velázquez – Inmortal com Víctor |
| Millor Revelació femenina | Millor Revelació masculina |
| - Nina Vera Suárez Bléfari – Implosión com Patricia «Pato» - Miss Bolivia – Ese fin de semana com Julia - Malena Filmus – Cómo mueren las reinas com Juana - Isabella G.C. – Yo nena, yo princesa com Manuel / Luana - Mecha Martínez – Un crimen común com Nebe                                                                              | - Daniel Katz – El perro que no calla com Sebastián - Nahuel Cabral – Las ranas com Nahuel - Mauricio Di Yorio – El perfecto David com David Galucci - Martín López Lacci – Karnawal com «Cabra» - Rodrigo Torres – Implosión com Rodrigo |
| Millor guió original | Millor guió adaptat |
| - El perro que no calla – Gonzalo Delgado i Ana Katz - Errante corazón – Leonardo Brzezicki - El apego – Valentín Javier Diment - Karnawal – Juan Pablo Félix - Historia de lo oculto – Cristian Ponce | - El prófugo – Natalia Meta i Leonel D'Agostino; basat en la novel·la El mal menor de C.E. Feiling - Retiros (in)voluntarios – Sandra Gugliotta i Miguel Zeballos; basat en la novel·la La privatización de los cuerpos de Damián Pierbattisti - Yo nena, yo princesa – Federico Palazzo i José Paquez; basat en la novel·la Yo nena, yo princesa. Luana la niña que eligió su propio nombre de Gabriela Mansilla |
| Millor Fotografia | Millor Muntatge |
| - El prófugo – Bárbara Álvarez - El apego – Claudio Beiza - El perro que no calla – Gustavo Biazzi, Guillermo Nieto, Fernando Blanc, Joaquín Neira i Marcelo Lavintman - Historia de lo oculto – Franco Cerana i Camilo Giordano - Karnawal – Ramiro Civita                                                                                   | - Esquirlas – Martín Sappia i Julieta Secco - Historia de lo oculto – Hernán Biasotti i Cristian Ponce - Una casa sin cortinas – Omar Ester - El prófugo – Eliane Katz - El perro que no calla – Andrés Tambornino |
| Millor direcció artística | Millor vestuari |
| - El prófugo – Ailí Chen - El apego – Federico Mayol - Historia de lo oculto – Ignacio Buendía i Laura Roldán - El perro que no calla – Mariela Rípodas - Karnawal – Daniela Villela | - Karnawal – Regina Calvo i Gabriela Varela Laciar - Historia de lo oculto – Ignacio Buendía i Laura Roldán - El apego – Gabriela González - El perro que no calla – Pilar González i Juan Sanza - El prófugo – Mónica Toschi |
| Millor música original | Millor cançó original |
| - El prófugo – Luciano Azzigotti - Errante corazón – Nicolás Casal - Bandido - Álvaro Fombellida - Karnawal – Leonardo Martinelli - El apego – Gustavo Pomeranec - El perro que no calla – Nicolás Villamil | - «Volveré» de Bandido - Lletra i música: Diego Bravo i Osvaldo Laport - «A festa debe continuar» de El perro que no calla – Lletra i música: Nicolás Villamil - «Flow de barrio» de Cato – Lletra i música: Tiago PZK - «Loco» de Cato – Lletra i música: Tiago PZK - «Una cosa por vez» de El perro que no calla – Lletra i música: Nicolás Villamil                                                            |
| Millor maquillatge i caracterització | Millor so |
| - El apego – Néstor Burgos - Historia de lo oculto – Carla Fontana i Alejandra Suniar Gonda - El perro que no calla – Dolores Giménez i Daniela Deglise - Karnawal – Nancy Marignac - El prófugo – Emmanuel Miño | - El prófugo – Guido Berenblum - Historia de lo oculto – Hernán Biasotti - Nocturna – Sebastián González - El perro que no calla – Jésica Suárez - Un crimen común – Abel Tortorelli |

### Sèries
| Millor Minisèrie o Sèrie Limitada | Millor Sèrie Dramàtica |
| --- | --- |
| - Santa Evita (Star+) - Entre hombres (HBO Max) - María Marta, el crimen del country (HBO Max) | - Iosi, el espía arrepentido (Prime Video) - El marginal (Netflix) - El hincha (El nueve i Flow) - El reino (Netflix) - Maradona, sueño bendito (Prime Video) |
| Millor Sèrie de Comèdia | Millor Sèrie Documental |
| - Porno y helado (Prime Video) - Casi feliz (Netflix) - Días de gallos (HBO Max) - Supernova (Prime Video) - Terapia alternativa (Star+) | - Bilardo, el doctor del fútbol (HBO Max) - Archivo de la memoria trans (Encuentro) - Güemes, el sueño de una América libre (CINE.AR) - Los sobrevivientes, colonia dignidad (Prime Video) - Selección Argentina, la sèrie (Prime Video) |
| Millor Sèrie Curta | Millor Direcció |
| - Mi amigo hormiga (Flow) - Cross (UN3 y Flow) - Esto no es un hotel (UN3 y Flow) - La oruga (CINE.AR) - Victoria, psicóloga vengadora (Prime Video) | - Santa Evita (Star+) – Alejandro Maci i Rodrigo García Barcha - fitxer de la memoria trans (Encuentro) – Mariana Bomba i Agustina Comedi - Iosi, el espía arrepentido (Prime Video) – Daniel Burman i Sebastián Borensztein - Supernova (Prime Video) – Ana Katz i Juan Fernández Gebauer - El reino (Netflix) – Marcelo Piñeyro i Miguel Cohan - Porno y helado (Prime Video) – Martín Piroyansky |
| Millor Actor Protagonista en Drama | Millor Actriu Protagonista en Drama |
| - Gustavo Bassani – Iosi, el espía arrepentido com José Pérez / Iosi (Prime Video) - Ernesto Alterio – Santa Evita com Carlos Moori Koenig (Star+) - Nazareno Casero – Maradona, sueño bendito com Diego Maradona (Prime Video) - Jorge Marrale – María Marta, el crimen del country com Carlos Carrascosa (HBO Max) - Juan Minujín – El marginal com Miguel «Pastor» Palacios (Netflix) | - Natalia Oreiro – Santa Evita com Eva Perón (Star+) - Clara Lago – Limbo com Sofía «Sou» Castelló (Star+) - Mercedes Morán – El reino com Elena Vázquez Pena (Netflix) - Laura Novoa – María Marta, el crimen del country com María Marta García Belsunce (HBO Max) - Eleonora Wexler – Último primer día com Victoria Duval (Flow) |
| Millor Actor Protagonista en Comèdia | Millor Actriu Protagonista en Comèdia |
| - Martín Piroyansky – Porno y helado com Pablo (Prime Video) - Ignacio Saralegui – Porno y helado com Ramón Barreiro (Prime Video) - Benjamín Vicuña – Terapia alternativa com Elías (Star+) - Sebastián Wainraich – Casi feliz com Sebastián (Netflix) - Tomás Wicz – Días de gallos com Andy (HBO Max) | - Sofía Morandi – Porno y helado com Cecilia von Trapp (Prime Video) - Julieta Díaz – Pequeñas Victorias com Jazmín Jorgensen (Telefe i Prime Video) - Valeria Lois – Cross com Claudia (UN3 y Flow) - Carla Peterson – Terapia alternativa com Selva Pérez Salerno (Star+) - Ángela Torres – Días de gallos com Rafaela (HBO Max) - Natalie Pérez – Casi feliz com Pilar (Netflix) |
| Millor Actor de Repartiment | Millor Actriu de Repartiment |
| - Peter Lanzani – El reino com Tadeo Vázquez (Netflix) i Maradona, sueño bendito como Jorge Cyterszpiler (Prime Video) - Alejandro Awada – Iosi, el espía arrepentido com Saúl Menajem (Prime Video) - Diego Cremonesi – Santa Evita com Eduardo Arancibia (Star+) - Luis Luque – El marginal com Coco (Netflix) - Claudio Rissi – El marginal com Mario Borges (Netflix) - Gerardo Romano – El marginal com Sergio Antín (Netflix) - Leonardo Sbaraglia – Maradona, sueño bendito com Guillermo Cóppola (Prime Video) | - Rita Cortese – Maradona, sueño bendito com Dalma "Doña Tota" Franco (Prime Video) - Julieta Cardinali – Maradona, sueño bendito com Claudia Villafañe (Prime Video) - Minerva Casero – Iosi, el espía arrepentido com Dafne Menajem (Prime Video) - Sofía Gala Castiglione – El reino com Celeste (Netflix) - Natalia Oreiro – Iosi, el espía arrepentido com Claudia (Prime Video) |
| Revelació Masculina | Revelació Femenina |
| - Ignacio Saralegui – Porno y helado com Ramón Barreiro (Prime Video) - Gustavo Bassani – Iosi, el espía arrepentido com José Pérez / Iosi (Prime Video) - Daniel Pacheco – El marginal com James «Colombia» (Netflix) - Ruggero Pasquarelli – Supernova com June (Prime Video) - Ignacio Quesada – El marginal com Brian Godoy (Netflix) | - Minerva Casero – Iosi, el espía arrepentido com Dafne Menajem (Prime Video) - Johanna Chiefo – Supernova com Nicolasa Muriel (Prime Video) - Carolina Kopelioff – Supernova com Mimí Hernández (Prime Video) - Lola Loyacono – Pequeñas Victorias com Victoria Jorgensen (Telefe y Prime Video) - Cecilia Peckaitis – Victoria, psicóloga vengadora com Victoria (Prime Video) |
| Millor Guió Original | Millor Guió Adaptat |
| - El reino (Netflix) – Claudia Piñeiro i Marcelo Piñeyro - Maradona, sueño bendito (Prime Video) – Alejandro Aimetta, Guillermo Salmerón i Silvina Olschansky - Supernova (Prime Video) – Ana Katz i Daniel Katz - Porno y helado (Prime Video) – Martín Piroyansky, Martina López Robol, Santiago Korovsky i Rodrigo Moraes - El marginal (Netflix) – Omar Quiroga i Alejandro Quesada | - Iosi, el espía arrepentido (Prime Video) – Sebastián Borensztein, Natacha Caravia, Andrés Gelós, Sergio Dubcovsky i Daniel Burman; basat en Iosi, el espía arrepentido: la confesión del policía federal infiltrado en la comunidad judía de Horacio Lutzky i Miriam Lewin - Santa Evita (Star+) – Marcela Guerty i Pamela Rementería; basat en Santa Evita de Tomás Eloy Martínez - Entre hombres (HBO Max) – Germán Maggiori i Pablo Fendrik; basat en Entre hombres de Germán Maggiori |
| Millor Direcció de Fotografia | Millor Muntatge |
| - Santa Evita (Star+) – Félix Monti - Maradona, sueño bendito (Prime Video) – Hugo Colace i Rodrigo Pulpeiro - El reino (Netflix) – Christian Cottet - Entre hombres (HBO Max) – Daniel Ortega - Iosi, el espía arrepentido (Prime Video) – Rodrigo Pulpeiro | - Santa Evita (Star+) – Rosario Suárez i Ana Remón - El reino (Netflix) – Alejandro Brodersohn i Rosario Suárez - Iosi, el espía arrepentido (Prime Video) – Alejandro Carrillo Penovi i Alejandro Parysow - El marginal (Netflix) – Guillermo Gatti, Juan Pablo Docampo i Mariana Quiroga Bertone - Entre hombres (HBO Max) – Alejandro Parysow - Bilardo, el doctor del fútbol (HBO Max) – Federico Rotstein, Miguel Colombo i Marcos Pastor |
| Millor Direcció Artística | Millor Disseny de Vestuari |
| - Santa Evita (Star+) – Mercedes Alfonsín - El reino (Netflix) – Daniel Gimelberg - Maradona, sueño bendito (Prime Video) – Sebastián Orgambide - Iosi, el espía arrepentido (Prime Video) – Marcelo Salvioli - María Marta, el crimen del country (HBO Max) – Carina Luján | - Santa Evita (Star+) – Beatriz Di Benedetto - Maradona, sueño bendito (Prime Video) – Connie Balduzzi - Iosi, el espía arrepentido (Prime Video) – Carolina Duré y Roberta Pesci - El reino (Netflix) – Julio Suárez - Entre hombres (HBO Max) – Patricia Conta |
| Millor Música Original | Millor Cançó Original |
| - Iosi, el espía arrepentido (Prime Video) i Santa Evita (Star+) – Federico Jusid - Terapia alternativa (Star+) – Christian Basso - Porno y helado (Prime Video) – Martín Bosa i Diego Rodríguez - Días de gallos (HBO Max) y El reino (Netflix) – Nicolás Cotton - Entre hombres (HBO Max) – Cachorro López i Juan Blas Caballero | - «Sobre mi tumba» d'El reino (Netflix) – Lletra i música: Cazzu i Nicolás Cotton - «Días de gallos» de Días de gallos (HBO Max) – Lletra i música: Ángela Torres, Ecko, Mateo Rodo, Nicolás Cotton i Veeyam - «Fuego» de Días de gallos (HBO Max) – Lletra i música: Ecko, Emmanuel Horvilleur, Joaquín Bonet, Mateo Rodo, Nicolás Cotton, Sofía Wilhemi, Tata, Veeyam - «Pinta» de El marginal (Netflix) – Lletra i música: L-Gante, Bizarrap i Pablo Lescano - «Porno y helado» de Porno y helado (Prime Video) – Lletra i música: Diego Rodríguez, Martina López Robol, Martín Bosa i Martín Piroyansky |
| Millor Maquillatge i Perruqueria | Millor Disseny de So |
| - Santa Evita (Star+) – Clarisa Reynoso - Maradona, sueño bendito (Prime Video) – Ángela Garacija i Jorge Palacios - Iosi, el espía arrepentido (Prime Video) – Alberto Moccia - María Marta, el crimen del country (HBO Max) – María Paz Albo i Leonardo Castaño - El reino (Netflix) – Carolina Oclander i Jorge Palacios | - Entre hombres (HBO Max) – Leandro de Loredo - Iosi, el espía arrepentido (Prime Video) – Jesica Suárez - El reino (Netflix) – Guido Berenblum - Santa Evita (Star+) – Gustavo Pomeranec i Adrián Rodríguez - Maradona, sueño bendito (Prime Video) – Arturo Zárate A. |

## Premis especials
Cine
- Premi María Luisa Bemberg: Vanessa Ragone.
- Premi Leonardo Favio: Adolfo Aristarain.
- Premi Salvador Sammaritano: Fernando Martín Peña.
- Premi al Mèrit Periodístic: Guillermo Courau, Catalina Dlugi, Javier Luzi, María Fernanda Mugica i Juan Pablo Russo.

Sèries
- Premi Noves Tecnologies Banco Nación: Cont.ar.
- Premi BA Audiovisual: El marginal.

## Premis i nominacions múltiples
| Pel·lícula              | Nominacions |
| ----------------------- | ----------- |
| El perro que no calla   | 17          |
| El prófugo              | 15          |
| Karnawal                | 12          |
| El apego                | 9           |
| Historia de lo oculto   | 8           |
| Un crimen común         | 5           |
| Errante corazón         | 5           |
| Implosión               | 4           |
| Yo nena, yo princesa    | 4           |
| Esquirlas               | 4           |
| Nocturna                | 3           |
| Bandido                 | 3           |
| Retiros (in)voluntarios | 2           |
| Una casa sin cortinas   | 2           |